# Bregaglia
Bregaglia (rätoromanisch Bregagliaⓘ) ist eine politische Gemeinde im Schweizer Kanton Graubünden. Sie gehört zur Region Maloja.

## Geographie

Luftbild von Werner Friedli (1954)

Die Gemeinde liegt zum grössten Teil im namensgebenden Bergell. Zur Gemeinde gehört auch das Dorf Maloja am gleichnamigen Pass, das einziger Gemeindeteil im Oberengadin ist. Nachbargemeinden sind Avers, Sils im Engadin/Segl und Surses im Kanton Graubünden sowie Chiesa in Valmalenco, Val Masino, Novate Mezzola, Villa di Chiavenna und Piuro in Italien.
Im Bereich von Bondo ereignete sich Ende August 2017 ein schwerer Bergsturz.

## Geschichte und Politik
Bregaglia ist auf den 1. Januar 2010 entstanden und umfasst die zuvor selbständigen Gemeinden Bondo, Castasegna, Soglio, Stampa und Vicosoprano. Die Gemeinde Bregaglia und der damalige Kreis Bergell deckten damit dasselbe Gebiet ab.
Die Regierung, der Gemeinderat (municipio), besteht aus sieben Mitgliedern. Bürgermeister (sindaco) ist Fernando Giovanoli (Stand 2024).

## Wappen
| Wappen von Bregaglia | Blasonierung: «In Silber auf schwarzem Schildfuss im Zinnenschnitt ein nach rechts aufrecht schreitender schwarzer Steinbock, rot bewehrt» |
| Wappen von Bregaglia | Die Gemeinde hat das Wappen des Kreises Bergell übernommen, dessen einzige Gemeinde sie war.                                               |

## Bevölkerung
| Jahr      | 1980 | 1990 | 2000 | 2010 | 2015 | 2020 |
| Einwohner | 1395 | 1434 | 1503 | 1601 | 1536 | 1556 |

## Sprachen
Während Maloja zweisprachig deutsch und italienisch ist, weisen die anderen Orte italienischsprachige Mehrheiten auf, mit deutschsprachigen Minderheiten von zehn bis 20 Prozent. Im Bergell spricht man einen lombardischen Dialekt, Bargaiot geheissen, der auch zahlreiche rätoromanische Elemente enthält.
Die Entwicklung der vergangenen Jahrzehnte zeigt folgende Tabelle:
| Sprachen im Gebiet der heutigen Gemeinde Bregaglia | Sprachen im Gebiet der heutigen Gemeinde Bregaglia | Sprachen im Gebiet der heutigen Gemeinde Bregaglia | Sprachen im Gebiet der heutigen Gemeinde Bregaglia | Sprachen im Gebiet der heutigen Gemeinde Bregaglia | Sprachen im Gebiet der heutigen Gemeinde Bregaglia | Sprachen im Gebiet der heutigen Gemeinde Bregaglia |
| -------------------------------------------------- | -------------------------------------------------- | -------------------------------------------------- | -------------------------------------------------- | -------------------------------------------------- | -------------------------------------------------- | -------------------------------------------------- |
| Sprachen                                           | Volkszählung 1980                                  | Volkszählung 1980                                  | Volkszählung 1990                                  | Volkszählung 1990                                  | Volkszählung 2000                                  | Volkszählung 2000                                  |
| Sprachen                                           | Anzahl                                             | Anteil                                             | Anzahl                                             | Anteil                                             | Anzahl                                             | Anteil                                             |
| Rätoromanisch                                      | 44                                                 | 3,15 %                                             | 37                                                 | 2,58 %                                             | 37                                                 | 2,46 %                                             |
| Deutsch                                            | 197                                                | 14,12 %                                            | 280                                                | 19,53 %                                            | 297                                                | 19,76 %                                            |
| Italienisch                                        | 1117                                               | 80,07 %                                            | 1084                                               | 75,59 %                                            | 1127                                               | 74,98 %                                            |
| Einwohner                                          | 1395                                               | 100 %                                              | 1434                                               | 100 %                                              | 1503                                               | 100 %                                              |

## Sehenswürdigkeiten
Für die Bemühungen, das baukulturelle Erbe in der Gemeinde zu erhalten, hat Bregaglia im Jahre 2015 den Wakkerpreis erhalten.